# データバリデーション
データバリデーション（英: data validation）は、データが、あらかじめ定められた要件、仕様、ビジネスルールに適合し、利用目的において合理的であること確認し、品質を保証するための方法である。「入力データ検証」「データの妥当性検査」ともいわれる。
データバリデーションは、システム開発におけるデータの品質保証活動の中核をなし、システムの安定稼働、セキュリティの確保、データ資産の品質維持において重要な役割を担う。

## 概要
データバリデーション（data validation）は、日本語で「確認」や「検証」と訳されることがあるが、その本質は「データの妥当性（Validity）の確認」という概念である。これは、データが単に正しい形式であるだけでなく、あらかじめ定められた要件、仕様、ビジネスルールに適合し、論理的に矛盾がなく、その利用目的において合理的であることを保証するための一連の体系的なプロセスを指す。また、製品やシステムが所定の合格基準を満たしているかを検証する行為にとどまらず、その検証の軌跡を記録として残すことまでを含む、包括的な品質保証活動として捉えられる。
例えば、利用者がフォームに入力したデータが、システムが期待する仕様に合致しているかを確認する行為は、バリデーションの基本である。

### セキュリティ
データバリデーションは、セキュリティにおいても重要である。システムに予期しない形式のデータや不正なデータがシステム内部に取り込まれると、内部処理に異常をきたす可能性がある。特に、攻撃者によるSQLインジェクションのようなコードの挿入を防ぎ、システムの脆弱性を低減させる効果もある。

### データ品質の維持
組織が保有するデータ資産の正確性、一貫性、整合性などの品質維持にも重要である。例えば、電話番号の入力形式を統一することで、後続のデータ処理や分析が格段に容易になる。また、利用者による単純な入力ミスをその場で検知し、修正を促すことで、不正確なデータがデータベースに記録されることを未然に防ぎ、データの正確性を保証する。

### データ分析
バリデーションによって品質が保証されたデータは、信頼性の高いデータ分析の基盤となる。この信頼できる分析結果に基づいて下される経営判断は、その精度と妥当性が大幅に向上する。最終的に、データバリデーションは、データドリブンな意思決定を可能にし、企業の競争力を高めるための信頼できるデータ基盤を構築するという戦略的な目的を担っている。

## チェックロジック
データバリデーションは、そのルールの内容によって分類できる。
- 存在チェック - 必須項目が空でないこと、あるいはチェックされていることを確認する。例としては、ユーザー登録フォームの氏名欄、利用規約の同意チェックボックスなどがあげられる。
- 型・書式チェック - データが指定の型（数値、日付等）や書式（メールアドレス、郵便番号等）に合致するか確認する。例としては、メールアドレスの`@`の有無、電話番号が数字のみで構成されているかがあげられる。
- 長さ・桁数チェック - 文字列の長さや数値の桁数が、指定された範囲内にあるか確認する。例としては、パスワードの最低文字数（例：8文字以上）、クレジットカード番号の桁数などがあげられる。
- 範囲チェック - 数値や日付が、指定された最大値・最小値の範囲内に収まっているか確認する。例としては、商品購入時の数量（1以上）、生年月日（未来の日付でないこと）があげられる。
- 一意性チェック - データベース内で値が重複していないことを確認する。例としては、新規会員登録時のメールアドレス、ユーザーIDの直福のチェックがあげられる。
- 関連性・妥当性チェック - 複数の項目間の論理的な整合性を確認する。例としては、配送希望日が注文日以降であること、国と郵便番号の整合性のチェックがあげられる。
- 許容値チェック - 特定の項目が、定められた値（例：真偽値のtrue）であることを確認する。例としては、「プライバシーポリシーに同意する」チェックボックスがオンであることがあげられる。

## Webアプリケーション開発におけるデータバリデーション
Webアプリケーションやシステム開発において、複数のレイヤーでバリデーションを実装する「多層防御」のアプローチが不可欠である。フロントエンドは「利便性」、サーバーサイドは「ビジネスロジックとセキュリティ」、データベースは「物理的整合性」と、それぞれが異なる役割を担う。

### フロントエンドバリデーション
利用者が直接操作するブラウザ側で実行されるバリデーションである。主な目的は、利用者への即時フィードバックによるユーザビリティの向上であり、「入力補助」の側面が強い。HTML5の属性（例：`required`, `maxlength`）や、JavaScriptを用いた動的な検証が用いられる。しかし、クライアント側で容易に無効化できるため、セキュリティの観点からは信頼できず、サーバーサイドバリデーションとの併用が必須である。

### サーバーサイドバリデーション
アプリケーションサーバー側で実行されるバリデーションである。フロントエンドの検証を突破してきた不正なデータや、APIを通じて直接送信される悪意のあるデータをブロックする、セキュリティ上の「最後の砦」と位置づけられる。ビジネスロジックの整合性を保ち、データベースに予期せぬ値が保存されるのを防ぐことを目的とする。利用者による改ざんが不可能なため、データの信頼性を保証する上で不可欠である。

### データベースバリデーション
データベース管理システム（DBMS）の層で実行されるバリデーションである。データの整合性を守るための最終防衛線であり、アプリケーションのロジックを介さずにデータベースが直接操作されるような事態に備える。「NOT NULL制約」や「UNIQUE制約」、「データ型制約」などがこれにあたり、データそのものの物理的な整合性を最終的に担保する。

## 機械学習におけるデータバリデーション
機械学習におけるバリデーションとは、訓練データで構築した予測モデルの性能を、未知のデータである「検証データ（validation data）」を使って評価するプロセスを指す。そのプロセスにより、モデルの「過学習性（Overfitting）」や「汎化性能（Generalization）」を客観的に評価することができる。主な手法には、データを訓練用と検証用に分割する「ホールドアウト法」や、データをK個に分割し、それぞれを検証用として評価を繰り返す「交差検証（K-Fold Cross-Validation）」などがある。

## バリデーション欠如のリスク
- 2005年に発生したジェイコム株大量誤発注事件では、「1株61万円の売り」と入力すべきところを「61万株1円の売り」と誤入力した結果、約400億円の損失を被った[7]。これは、入力値の妥当性を検証するバリデーションが機能しなかった典型例である[8]。

- 適切なバリデーションの欠如は、SQLインジェクションやクロスサイトスクリプティングといったサイバー攻撃の格好の標的となる[9]。

## 特定業界における例

### 金融業界
金融業界では、データの正確性と透明性への要求が極めて厳しい。金融庁が運営する電子開示システム「EDINET」では、有価証券報告書等の財務データの信頼性を確保するため、多岐にわたる厳格なバリデーションルールが定められている。これらのルールは、ファイル形式といった技術的なチェックから、XBRLで記述された財務データの内容的な整合性（例：「資産合計」が各資産項目の合計と一致するか）の検証にまで及ぶ。

### 医療・医薬品業界
医療・医薬品業界では、データの不正確さが患者の生命に影響を及ぼす可能性があるため、データの信頼性、すなわち「データインテグリティ」の確保が最優先事項となる。厚生労働省の「医療情報システムの安全管理に関するガイドライン」では、データの真正性を確保するため、不正アクセスや改ざんを防ぐ厳格なアクセス制御が求められている。具体的には、強固なパスワード要件や二要素認証の導入が推奨されている。また、新薬の承認申請プロセスでは、医薬品医療機器総合機構（PMDA）へ提出する電子データが、指定された特定のバリデーションルールをクリアすることが義務付けられている。

## その他
データバリデーションは、「データベリフィケーション」「データクレンジング」と混同されがちである。

### ベリフィケーション（Verification）
ベリフィケーションは「プロセスが仕様通りに実行されたか」を検証するのに対し、バリデーションは「最終的な成果物が期待される要件や目的を満たしているか」を確認する。
システム開発では、ベリフィケーションは「設計仕様書通りにシステムが正しく構築されているか」を問う。対してバリデーションは、「構築されたシステムが、ユーザーの真のニーズやビジネス上の期待に応えているか」を問う。両者の最終的な目的は「製品の品質を保証し、利用者の安全を確保する」という点で共通しているが、ベリフィケーションがプロセス遵守という内向きの視点であるのに対し、バリデーションは最終的な価値という外向きの視点を持つ点で異なる。

### データクレンジング（Data cleansing）
データクレンジングは、データベース内に既に存在する不正確、不完全、重複した「ダーティデータ」を特定し、修正・削除・置換するプロセスであり、「治療」的なアプローチである。一方、データバリデーションは、データがシステムに入力される時点でその妥当性を検証し、そもそもダーティデータが発生しないようにする「予防」的なアプローチである。
データ品質が低い状態を放置すると、データ分析担当者は業務時間の大半をデータクレンジング作業に費やすことになり、組織全体の生産性を著しく低下させる。したがって、システム設計の初期段階で堅牢なバリデーション機構を組み込むことは、将来発生する膨大なデータクレンジングのコストを回避するための、費用対効果の高い投資と位置づけることができる。